# Новомихайловский сельский совет (Решетиловский район)
Новомихайловский сельский совет (укр. Новомихайлівська сільська рада) — входит в состав
Решетиловского района
Полтавской области
Украины.
Административный центр сельского совета находится в 
с. Новая Михайловка.

## Населённые пункты совета
- с. Новая Михайловка
- с. Молодиковщина
- с. Потеряйки
- с. Шарлаи